# Saint-Élix
Saint-Élix – miejscowość i gmina we Francji, w regionie Oksytania, w departamencie Gers. Nazwa miejscowości pochodzi od imienia św. Feliksa.
Według danych na rok 1990 gminę zamieszkiwało 112 osób, a gęstość zaludnienia wynosiła 14 osób/km² (wśród 3020 gmin regionu Midi-Pireneje Saint-Élix plasuje się na 951. miejscu pod względem liczby ludności, natomiast pod względem powierzchni na miejscu 1245.).